# Malguénac
Malguénac es una comuna francesa situada en el departamento de Morbihan, de la región de Bretaña.

## Historia
En 1869 esta comuna cedió terrenos para la creación de la comuna de Le Sourn.

## Demografía
| Gráfica de evolución demográfica de Malguénac entre 1800 y 2022 |
|                                                                 |

Los datos demográficos contemplados en este gráfico se han cogido de la página francesa EHESS/Cassini.